# Adelardo di Spoleto
Adelardo, Adalhard o Adalard (fl. IX secolo), fu per un brevissimo periodo Duca di Spoleto dal marzo all'agosto del 824.

## Biografia
Era stato nominato nel Ducato dall'imperatore quale successore di Suppone I, ma la sua morte, dopo pochi mesi, fece poi succedere il figlio di Suppone, Mauringo. Prima di diventare Duca di Spoleto Adelardo fu Conte palatino.